# ナシフグ
ナシフグ（梨河豚）Takifugu vermicularis はフグ科に属する魚類。

## 分布
日本から東シナ海。

## 形態
背鰭12-15軟条、臀鰭10-13軟条。
体長は 20-30 cm 程度。胸鰭の上部に菊のような紋様があるのが特徴。

## 人との関わり
主に瀬戸内海沿岸で食用に供され、現地ではトラフグと並ぶ高級魚とされるが（ただし価格はトラフグより安い）、一方で「当たったら身の終わり（美濃・尾張）になる」というだじゃれから、コモンフグ・クサフグ・ヒガンフグなどと共にナゴヤフグ（名古屋フグ）の異名で呼ばれる。トラフグとの主な相違点は、体長がトラフグより短い点と、肝臓・卵巣以外に皮にもフグ毒（テトロドトキシン）を含む点。
韓国産輸入ナシフグによる食中毒が発生したことで、1993年から一時期日本全国でナシフグの販売が禁止されたが、1995年には有明海・橘湾、1998年には香川県・岡山県の瀬戸内海沿岸産ナシフグが解禁された。日本において、漁獲海域を限定して販売許可措置がとられているフグは本種のみである。
ただし現在も丸体のフグ（未処理のフグ）の販売は一切認められておらず、漁獲後に適正処理が行われたもののみ販売が可能となっているほか、販売時には「産地確認認証紙」の添付が義務付けられる。
2009年7月には香川県の県漁連が香川県産のナシフグの販売促進を目的に「讃岐でんぶく」のブランド名で商標登録を申請し、2010年3月に登録が認められている（第5305573号）。